# Condado de Muskogee
O Condado de Muskogee é um dos 77 condados do estado do Oklahoma, Estados Unidos. A sede do condado é Muskogee, que é também a sua maior cidade.
O condado tem uma área de 2173 km² (dos quais 65 km² estão cobertos por água), uma população de 69 451 habitantes, e uma densidade populacional de 33 hab/km² (segundo o censo nacional de 2000). O condado foi fundado em 1907. O seu nome provém da tribo ameríndia Muskogee, também conhecida pelo nome Creek.

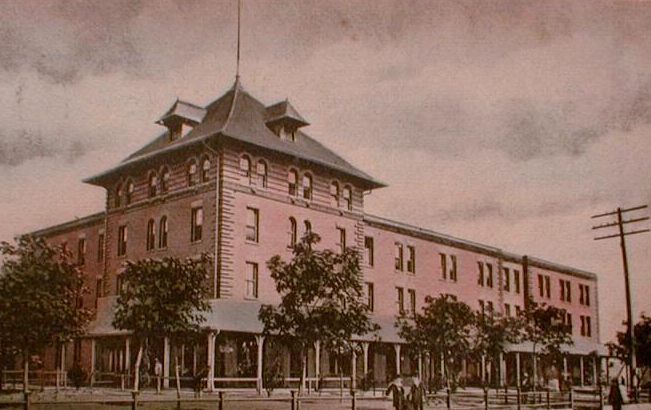
O Katy Hotel and Depot em Muskogee, sede do condado de Muskogee, Oklahoma.